# Mieke Van Herreweghe

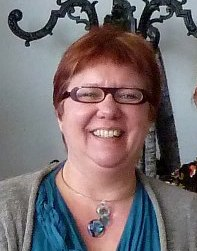
Professor Van Herreweghe in 2013

Annemieke "Mieke" Van Herreweghe (1965) is een Belgisch taalkundige, hoogleraar en vicerector van de Universiteit Gent. Haar onderzoeksinteresses liggen in de diachrone taalkunde van de Germaanse talen, met name van het Engels, de fonologie en de sociolinguïstiek. Ze is in academische kringen echter vooral bekend als een van prominentere onderzoekers naar de Vlaamse Gebarentaal.
Sinds 2012 is Van Herreweghe hoogleraar Engelse taalkunde. In datzelfde jaar ontving ze de Minerva-prijs voor onderwijs. Daarnaast was ze voorzitster van de opleiding taal- en letterkunde aan de Universiteit Gent, tot ze in oktober 2016 onderzoeksdirecteur van de Faculteit Letteren en Wijsbegeerte werd.
In januari 2017 werd bekendgemaakt dat Van Herreweghe zich kandidaat stelde om vicerector te worden. Ze kwam samen op met kandidaat-rector Rik Van de Walle. Na ongezien lange rectorverkiezingen, bestaande uit negen stemrondes in drie verschillende cycli en waarbij telkens de vereiste 2/3-meerderheid niet gehaald werd, raakte op 25 september 2017 bekend dat Van Herreweghe en Van de Walle met ruime meerderheid verkozen werden. Haar mandaat als vicerector ging in op 1 oktober 2017.